# Isidora Cabezón
María Isidora Cabezón Papic (30 de octubre de 1979) es una periodista, gestora cultural y actriz chilena. 
Su trayectoria profesional ha estado ligada a la creación, gestión cultural y las comunicaciones, en cargos en el ámbito público y privado.
Ha trabajado en televisión como guionista y realizadora audiovisual; fue editora de la revista especializada en artes visuales “Arte Al Límite”; fundadora y directora del Festival de Cine de Isla de Pascua “Rapa Nui Film Fest”; Jefa de Coordinación Regional del Consejo Nacional de la Cultura y las Artes de Chile (actual Ministerio de las Culturas, las Artes y el Patrimonio) y Coordinadora de Programación Artística de Fundación CorpArtes. Actualmente es Coordinadora de Economía Creativa de CORFO.
Tiene experiencia en la gestión y articulación de proyectos culturales vinculados al desarrollo territorial, creación artística, emprendimientos creativos y diseño de políticas públicas para el sector.
Como actriz, es conocida por actuar en la películas Grado 3, "Radio Corazón", y "09", así como series chilenas tales como "Una Pareja Dispareja" y "El día menos pensado" de TVN.

## Biografía
Nació en Santiago de Chile, donde hizo sus estudios de básica y enseñanza media en el Colegio Andrée English School, en la comuna de La Reina. Titulada de Periodista y Magister en Comunicación Social de la Pontifica Universidad Católica de Chile, con un Certificado Académico en Dramaturgia en la Escuela de Teatro de la misma casa de estudios. Una vez titulada, ha desarrollado su carrera profesional en los ámbitos de las artes, la cultura, las comunicaciones y la gestión.

### Cine
| Filme | Filme         | Filme       | Filme               | Filme |
| Año   | Filme         | Rol         | Director            |       |
| ----- | ------------- | ----------- | ------------------- | ----- |
| 2007  | Radio Corazón | Karen       | Roberto Artiagoitia |       |
| 2009  | Grado 3       | Gabriela    | Roberto Artiagoitia |       |
| 2011  | Baby Shower   | Manicurista | Pablo Illanes       |       |
| 2014  | (09)          | Andrea      | Javier Aguirrézabal |       |

## Televisión
| Serie de televisión | Serie de televisión  | Serie de televisión                         | Serie de televisión | Serie de televisión |
| Año                 | Serie                | Rol                                         | Canal               |                     |
| ------------------- | -------------------- | ------------------------------------------- | ------------------- | ------------------- |
| 2006                | El día menos pensado | Amelia Fernández (Ep. El hombre de la foto) | TVN                 |                     |
| 2007                | El día menos pensado | Camila Varas (Ep. El pacto)                 | TVN                 |                     |
| 2009-2010           | Una pareja dispareja | Gloria Glo Sandoval                         | TVN                 |                     |
| 2011                | El día menos pensado | Antonieta (Ep. El correo)                   | TVN                 |                     |